# Мединская община
Мединская община — первое государственное образование мусульман, созданное пророком Мухаммадом после переселения из Мекки в Медину (622). С 623 года вела войну с мекканскими многобожниками. Община представляла собой не государство, а самоуправляемую общину полисного типа. После смерти Пророка, на месте Мединской общины был создан Праведный халифат. Период жизни пророка Мухаммада в исламе называют аср ас-саадат.

## Предыстория
Около 571 года, в так называемый «Год слона» в семье Абдуллаха ибн Абд аль-Мутталиба и Амины бинт Вахб родился сын Мухаммед. Его отец умер до его рождения, а мать умерла когда мальчику было 6 лет. Мухаммеда взял к себе дед Абд аль-Мутталиб, но через два года он тоже умер. После смерти Абд аль-Мутталиба Мухаммеда взял дядя Абу Талиб.

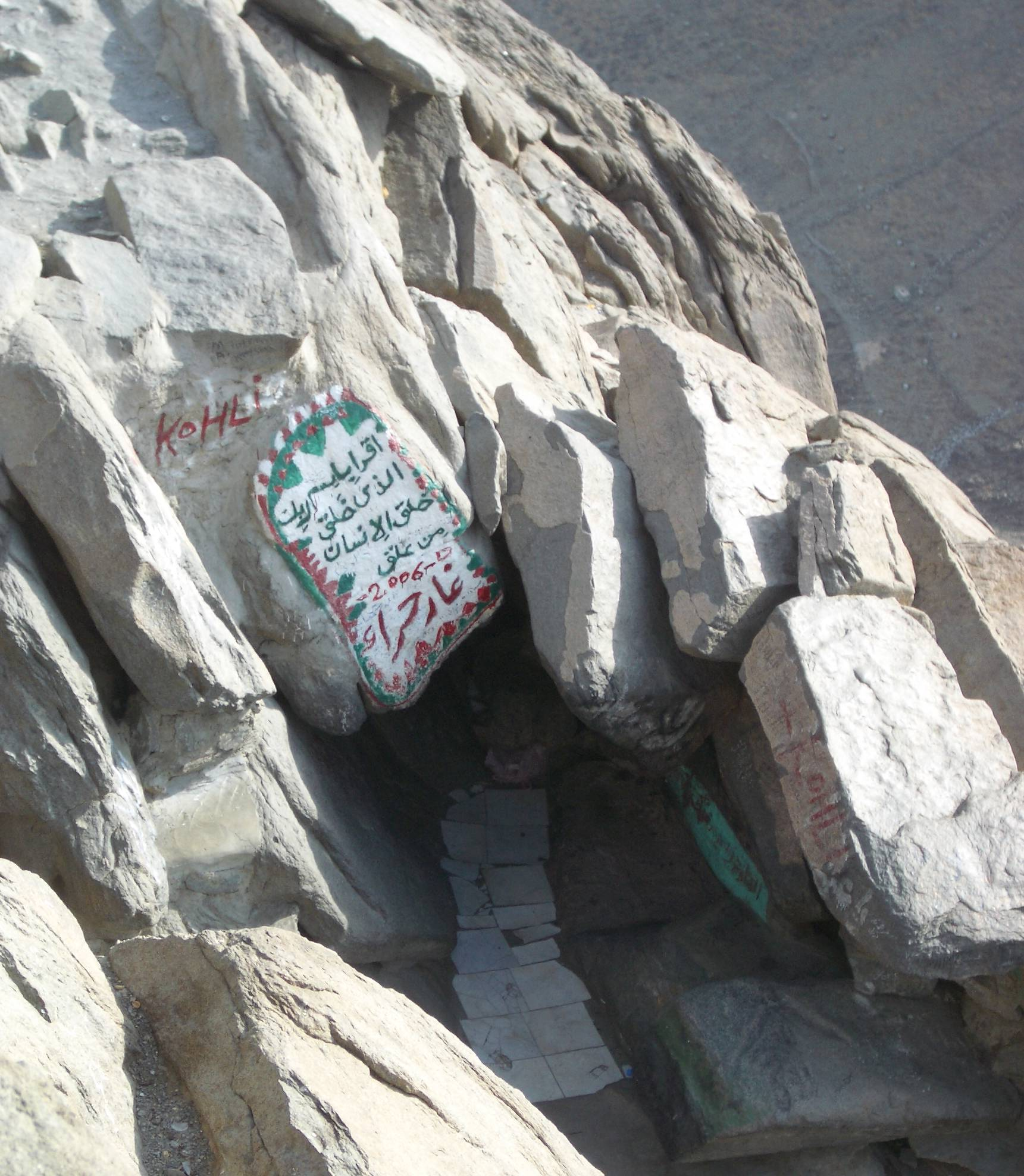
Пещера Хира.

Примерно к 20 годам стал, являясь человеком сведущим в торговле и умея водить караваны, нанимался к зажиточным торговцам в качестве приказчика, проводника караванов или торгового агента. В 25 лет Мухаммед женился на Хадидже бинт Хувайлид.
Когда Мухаммеду исполнилось сорок лет, началась его религиозная деятельность. В течение первых трёх лет, он вёл свою проповедь тайно. Люди начали постепенно вступать в ислам, сначала это были жена Мухаммеда Хадиджа и ещё восемь человек, среди которых будущие халифы Абу Бакр, Али и Усман. С 613 года жители Мекки стали принимать ислам группами, как мужчины, так и женщины и пророк Мухаммед стал открыто призывать к исламу.
Курайшиты начали оказывать враждебные действия Мухаммеду, открыто критиковавшему их религиозные взгляды, и новообращённым мусульманам. Мусульман могли оскорблять, забрасывать камнями и грязью, избивать, подвергать голоду, жажде, зною, угрожать смертью. Всё это сподвигло Мухаммеда на принятие решения о первом переселении мусульман в Эфиопию (615 г.).
В 619 году умерла Хадиджа и Абу Талиб, который защищал Мухаммеда от враждебно настроенных курайшитов. Этот год Мухаммед назвал «годом печали». Из-за того, что после смерти Абу Талиба притеснение и давление в сторону Мухаммеда и остальных мусульман со стороны курайшитов заметно возросло, Мухаммед принял решение искать поддержки в ат-Таифе, расположенном в 50 милях к юго-востоку от Мекки у племени Сакиф. Он хотел, чтобы они приняли ислам, но в ат-Таифе его грубо отвергли, и при уходе из города закидывали камнями.

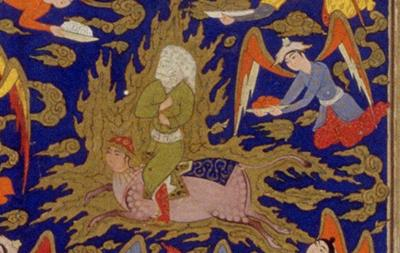
Исра и мирадж.

Согласно преданию, около 619 года Мухаммед совершил ночное путешествие (исра) в Иерусалим, а затем вознесён (мирадж) на небеса.
Из-за опасности нахождения Мухаммеда и остальных мусульман в Мекке, они вынуждены были переселиться в Медину (Ясриб). К этому моменту в Медине уже приняли ислам и в подчинении Мухаммеда оказались целый город и армия. Это событие считается началом мусульманской государственности, так как мусульмане получили необходимую им независимость. Год переселения стал первым годом исламского лунного календаря (лунной хиджры).

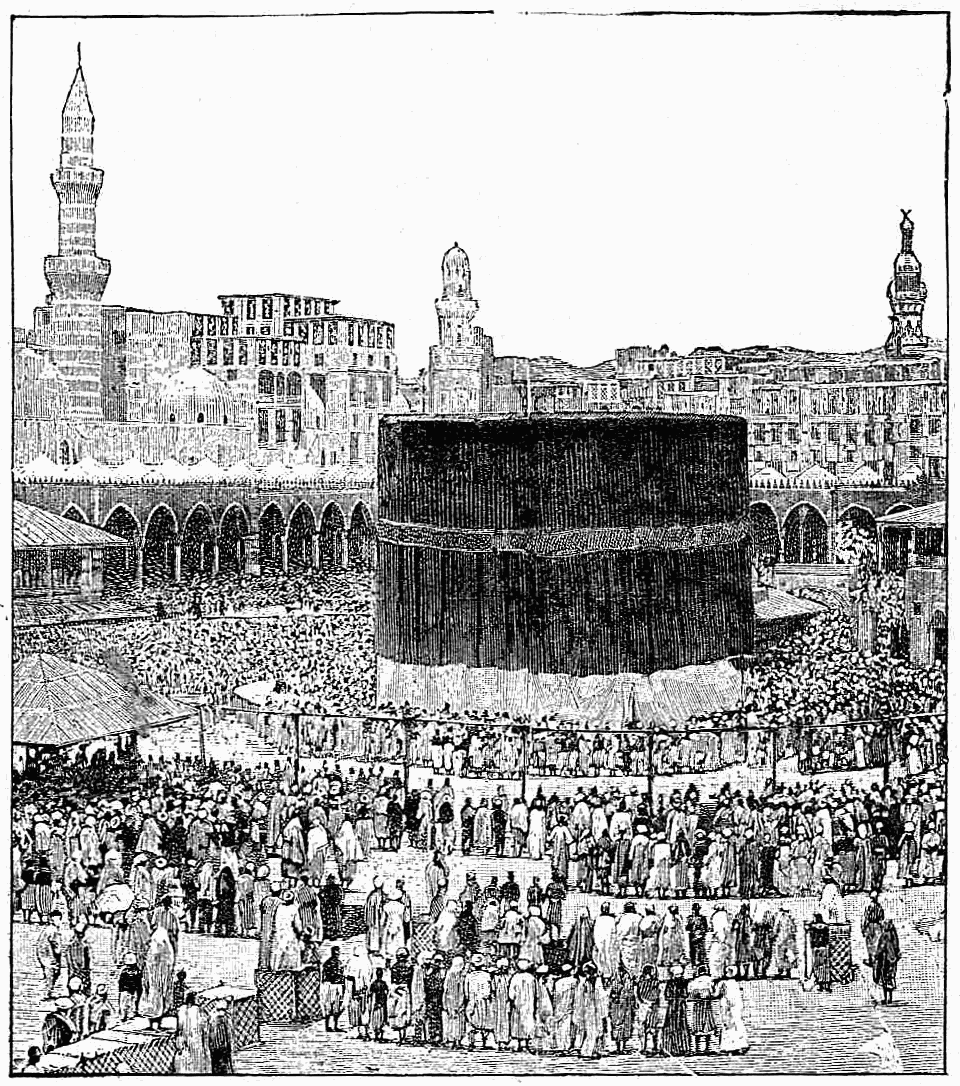
Кааба — место направления молитвы мусульман.

## История общины
После переселения в Медину пророк Мухаммед превратился из простого проповедника в политического лидера мединской общины, в которую входили не только мусульмане. Его главной опорой были местные жители из племён аус и хазрадж (ансары) и пришедшие с ним из Мекки мусульмане (мухаджиры). В первые годы Мухаммед надеялся также найти религиозную и политическую поддержку у иудеев, которые отказались признать пророка из неиудеев. Более того, иудеи высмеивали Пророка и даже вступили в контакты с мекканцами, которые враждовали с мусульманами. Внутренняя мединская оппозиция из язычников, иудеев и христиан, выступившая против Мухаммеда, неоднократно осуждается в Коране под именем «лицемеров».
Большинством жителей Медины в 622 г. были евреи. Первоначально Мухаммед принимал Иерусалим в качестве стороны, к которой молящиеся должны обращаться лицом (кибла) и соблюдал еврейские посты. Однако после отказа иудеев в признании, Мухаммед устанавливает стороной обращения Мекку и объявляет ислам подлинной религией Ибрахима (Авраама).
С этого времени Мухаммед всё отчётливее говорит об особой роли ислама, который объявляется исправлением допущенных иудеями и христианами искажений воли Аллаха, о себе как о последнем пророке — «печати пророков». Устанавливается особый день общей молитвы мусульман — пятница (джума), объявляется о святости Каабы и первостепенном значении паломничества к ней. Кааба становится главной святыней ислама, к ней, вместо Иерусалима, мусульмане начинают обращаться во время молитвы.
В Медине строятся первая мечеть (аль-Куба), дом Мухаммеда, устанавливаются основы исламского ритуала — правила молитвы и призыва к ней, омовения, поста, обязательных сборов на помощь нуждающимся и т. д. В проповедях Пророка стали фиксироваться правила жизни мусульманской общины — принципы наследования, бракосочетания и т. д. Объявляются запреты на употребление спиртных напитков, азартные игры, свинину. В «откровениях» появляются требования особого почтения к посланнику Аллаха.
Таким образом, в Медине были сформированы основные принципы религиозного учения, ритуала и организации исламской общины. Эти принципы были выражены в Коране и высказываниях, решениях и поступках самого Мухаммеда (сунна).

#### Война с мекканцами
Одной из форм сплочения мусульман и её расширения стала борьба с мекканскими многобожниками. В 623 году начинаются нападения мусульман на мекканские караваны, в 624 году мусульмане победили мекканский отряд в битве при Бадре. В 625 году около горы Ухуд (возле Медины) мекканцы сразились с мусульманским войском. В этом бою мусульмане понесли большие потери, сам Мухаммед был легко ранен в голову, однако мекканцы не развили свой успех и отошли. В 626 году мекканцы снова подошли к Медине, но были остановлены обороной мусульман у специально выкопанного рва.

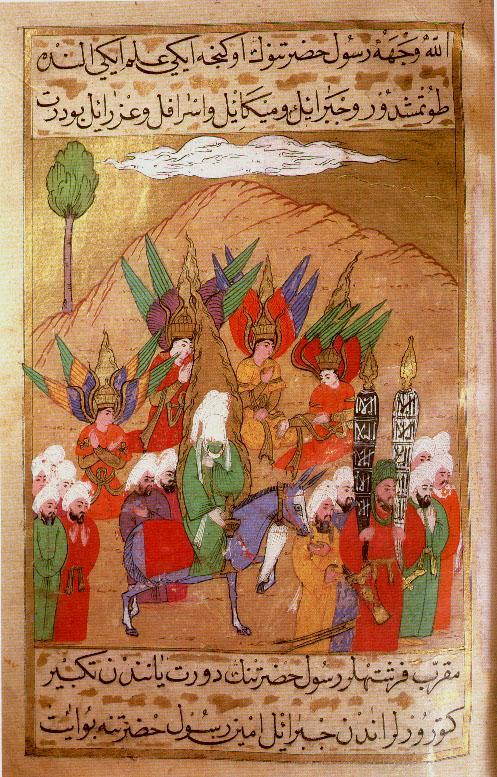
Мухаммед и ангелы-мукаррабун перед завоеванием Мекки. (Жизнеописание Пророка, 1595 г.)

Тесные связи внутренней мединской оппозиции с мекканскими многобожниками, её попытки покушения на жизнь пророка Мухаммеда и упорный отказ от полного ему подчинения вызвали резкие ответные меры мусульман. Последовательно из Медины были изгнаны иудейские племена Бану Кайнука и Бану Надир, значительная часть племени Бану Курайза была перебита. Некоторые наиболее активные противники и соперники Пророка были убиты. Для решительной борьбы с мекканцами были собраны большие силы.
В 628 году большое войско, состоящее из мединских мусульман и присоединившихся к ним некоторых кочевых племён, двинулось в сторону Мекки и остановилось на границе священной территории Мекки, в местечке Худайбия. Переговоры между мекканцами и мусульманами завершились перемирием, в соответствии с которым через год пророк Мухаммед и его сподвижники совершили малое паломничество (умра).
Со временем сила мединской общины крепла. Были завоеваны североаравийские оазисы Хайбар и Фадак, союзниками мусульман становились все новые и новые арабские племена, многие мекканцы принимали ислам открыто или тайно. В результате всего этого 630 году мусульманское войско беспрепятственно вошло в Мекку. Из Каабы были убраны языческие идолы.

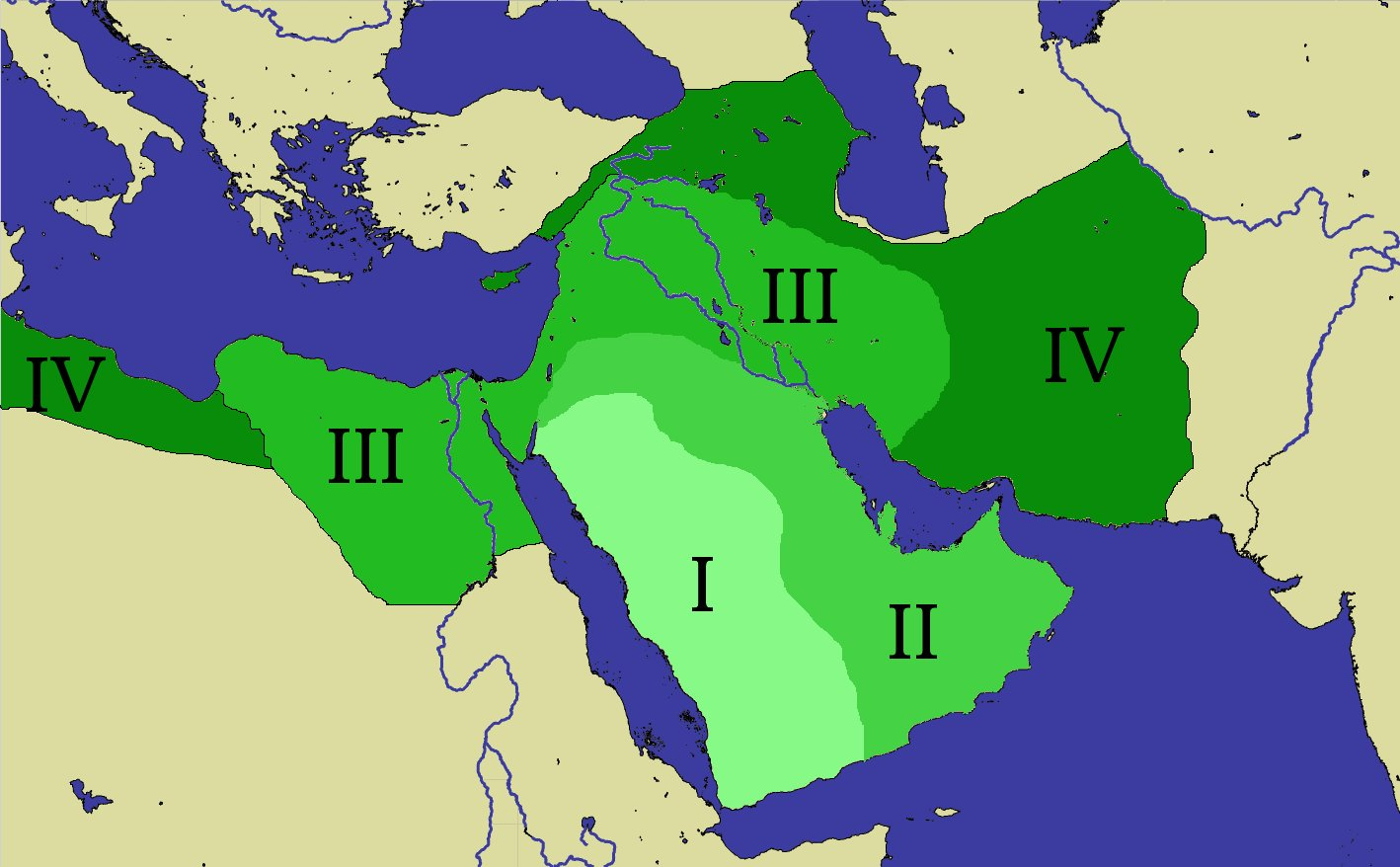
Исламские завоевания при Праведных халифах. I — территория, контролируемая мусульманами на момент смерти Мухаммеда; II — при Абу Бакре;
III — при Умаре; IV — при Усмане.

После завоевания Мекки Мухаммед продолжал жить в Медине и лишь однажды (в 632 году) совершил «прощальное» паломничество. Победа над Меккой подняла его политический и религиозный авторитет пророка Мухаммеда в Аравии. Он посылает различным вождям и царям Аравии и наместникам пограничных с Аравией областей Персии и Византии послания с предложением принять ислам. Мекканские военные отряды появляются в Йемене, захватывают новые оазисы в Северной Аравии. В Мекку приезжают представители различных племён и областей Аравии, многие из которых договаривались с Мухаммедом о союзе. В 630 году враждебные кочевые племена организовали наступление на Мекку, но мусульмане и их союзники отбились в сражении при Хунайне. В 631—632 годах значительная часть Аравийского полуострова оказывается в той или иной степени включенной в политическое объединение, которое возглавил пророк Мухаммед.

## Община после смерти Мухаммеда
В последние годы жизни Мухаммед определил главную цель — распространение власти ислама на север; он деятельно готовит военную экспедицию в Сирию. В июне/июле 632 года в возрасте около 60 лет (или 63 года по лунному календарю) Мухаммед скончался после непродолжительной болезни. Похоронен в своём доме, который со временем вошёл в комплекс главной мечети Медины (Мечети Пророка).
После смерти Пророка общиной стали управлять его заместители — халифы, которые продолжили претворение в жизнь законов и правил, изложенных в Коране и заповеданных Пророком. На пост халифа претендовало несколько человек. Первым халифом стал один из ближайших соратников пророка Мухаммеда — Абу Бакр. После смерти пророка Мухаммеда многие племена некогда обращенные в ислам отпали и их пришлось возвращать избранному халифу.
Исламские фундаменталисты ссылаются Мединскую общину как на прецедент. Община представляла собой не государство, а самоуправляемую общину полисного типа.